# Alain Feuillette
Alain Feuillette, né le 20 décembre 1939 à Villeneuve-Saint-Georges, est un céiste français.

## Carrière
- Championnats du monde de descente 1969 médaille d'or en C2  avec Michel Chapuis et en C2 mixte par équipe
- Championnats du monde de descente 1971 médaille d'argent en C2 mixte et médaille d'or en C2 mixte par équipe
- Championnats du monde de descente 1973 médaille d'argent en C2 mixte par équipe
- Championnats du monde de descente 1975 médaille de bronze en C2 mixte et médaille d'or en C2 mixte par équipe [2].
- Championnats du monde de descente 1979 médaille d'or en C2 par équipe[2].

## Liens familiaux
Il est marié à Claudette Parisy avec laquelle il est champion du monde C2 mixte et par équipe en 1971, 1975 et triple champion de France de descente C2 mixte en 1970, 1971 et 1973.

## Reconversion
Après avoir créé une base nautique sur la Loire, Alain Feuillette s’est lancé un nouveau défi. Instructeur  ULM il a participé à ce titre comme pilote au film Le peuple migrateur de Jacques Perrin et suivi les oies bernaches.

## Notoriété
Il fait partie de la promotion 2015 des Gloires du sport.